# Эйджер, Вальдемар

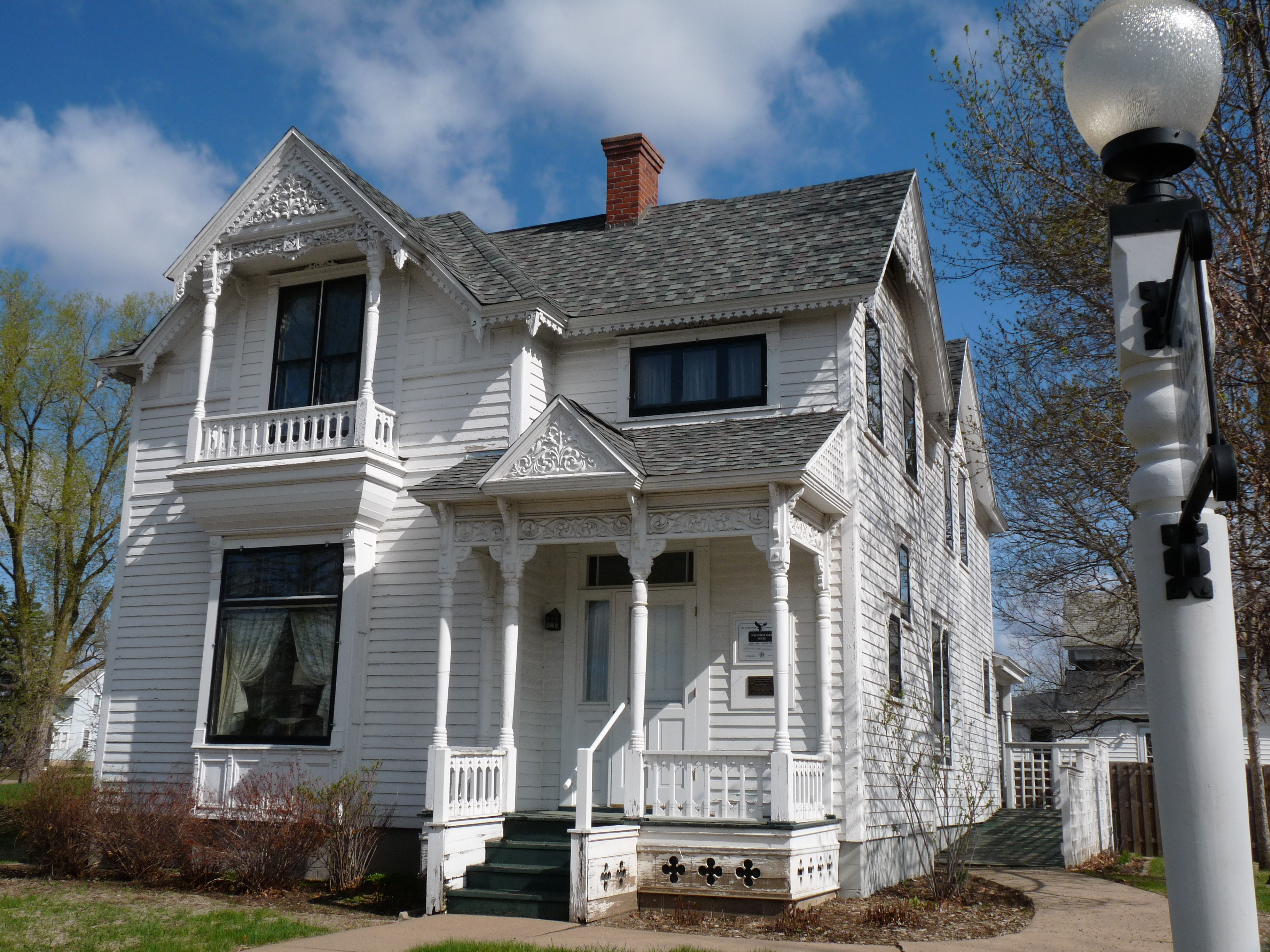
Дом Вальдемара Эйджера, штат Висконсин

Вальдемар Эйджер (23 марта 1869 — 1 августа 1941) — норвежско-американский журналист и писатель.

## Ранняя жизнь
Вальдемар Теодор Эйджер родился в Фредрикстаде, в Эстфолл, Норвегия, а вырос неподалеку — в Грессвике, на другом берегу реки Гломма. Он был сыном Мартиан Матисен Эйджера (Martinius Mathisen Ager, (1834—1894)) и Мари Фредерик Матье Джонсдаттер (Marie Fredrikke Mathea Johnsdatter Stillaugsen) (1835—1913). Сегодня улица, где жил Вальдемар Эйджер в Грессвике названа именем Вальдемар Эйджер Вей (Waldemar Agers Vei) в честь и в память Эйджера. В 1883 году отец Эйджера эмигрировал в Америку, где открыл магазин. В 1885 году Вальдемар Эйджер и его семья также эмигрировали, чтобы присоединиться к отцу в Чикаго.

Вскоре после его прибытия в Америку, Эйджер открыл своё дело в газетном бизнесе, став компаньоном Нордена — многотиражной газеты Чикаго на норвежском языке. Он не занимал высоких должностей в газете, но она дала ему старт в бизнесе. Когда Эйджер впервые прибыл в Америку, он обнаружил там оживленное и процветающее норвежско-американское сообщество. Норвежский язык был широко распространен. Издавались сотни малотиражных газет на норвежском языке и десятки больших многотиражных газет от Мичигана до Дакоты, где жили норвежские иммигранты. В то время норвежско-американской общины постоянно подкреплялись новыми иммигрантами из Норвегии.
Норвежско-американская культура и норвежская языковая среда были на высоте в 1890-х-1910-х годах. В эти три десятилетия более миллиона американцев говорили на норвежском, как основном языке общения. По оценкам более 3000 членов лютеранской церкви в верхнем Среднем Западе использовали норвежский язык в качестве единственного языка богослужения. Это делалось для сохранения норвежско-американской культуры и это то, чему Вальдемар Эйджер посвятил большую часть своей жизни. Он также выступал за многие либеральные политические законы, в том числе за женское избирательное право и рабочее движение.

## Сухой закон
Сухой закон на спиртное был очень популярен в норвежско-американской общине и Эйджер стал одним из лидеров этого движения. Эйджер лично помогал составлять сотни обществ по полному воздержанию от спиртного. Эйджер будет оставаться трезвенником всю свою жизнь, до, во время и после десятилетнего периода сухого закона в Соединенных Штатах.

## Редактор газеты и писатель
Газетная карьера Эйджера началась в возрасте 23 лет, когда он переехал в О-Клэр, Висконсин и после того, как ему предложили работу в Норвегии в газете под названием Реформы. Имя Эйджера будет ассоциироваться с газетой Реформы до конца его жизни. Редактор газеты Реформы умер в 1903 году и Эйджер занял его место.
В дополнение его долгой карьеры в газете Реформы, Эйджер написал шесть романов, многочисленные сборники рассказов. Хотя Эйджер никогда не достигал коммерческого успеха подобного успеху своего друга, Оле Эдварту Роульвагу, он считается во многих произведениях сопоставимым с ним и иногда даже выше. Юморист в лучших традициях Марка Твена, Эйджер в своих произведениях постигал драматизм и трагикомизм в участи норвежских иммигрантов. Некоторыми из его самых значимых произведений, переведенными на английский язык, являются Христос перед Пилатом, По дороге в Плавильный котел, Сыновья старой страны и Я сижу в одиночестве (Christ before Pilate, On The Way to The Melting Pot, Sons of The Old Country и I Sit Alone).
Эйджер был также популярным оратором. Путешествуя большую часть своей карьеры, он выступая везде, где могли находиться норвежские-американцы. Город О-Клэр сыграл большую роль в жизни Эйджера. Именно здесь Эйджер встретил норвежскую эмигрантку из Тромсё — Gurolle Blestren. Эйджер и Блестрен поженились, вырастили девять детей в доме, который по сей день стоит возле Хаф-Мун-Лейк в О-Клэр, Висконсин. Их дом, теперь известный как дом Брэди Андерсон и Вальдемара Эйджера ((Brady Anderson and Waldemar Ager House)) зарегистрирован в Национальном реестре исторических мест США.

## Избранная библиография
- Kristus for Pilatus. En Norsk-Amerikansk Fortælling (1910) (translation titled «Christ before Pilate: An American Story», published in 1924)
- Oberst Heg og hans Gutter (1916) (translation by Della Kittleson Catuna, Clarence A. Clausen titled «Colonel Heg and His Boys», published in 2000)
- Paa Veien til Smeltepotten (1917) (translation by Harry T. Cleven as «On the Way to the Melting Pot», published in 1995)
- Gamlelandets Sønner (1926) (translation by Trygve Ager as «Sons of the Old Country», published in 1983)
- Hundeøine (1929) translation by Charles Wharton Stork as «I Sit Alone», published in 1931)